# Dryopteris wallichiana
La Cabeza de chivo o Dryopteris wallichiana es un helecho robusto, especie de hoja caduca o semi- árbol de hoja perenne de la familia Dryopteridaceae, nativa de los Himalayas, Hawái, México y Jamaica.

## Descripción
Alcanza un tamaño de hasta 90 cm  de altura, de vez en cuando llega a los 180 cm  por 75 cm   de ancho, con hojas verdes pálidas tri pinnadas, contrastando fuertemente con las nervaduras de color marrón oscuro.
Una planta muy popular en el cultivo, ha ganado el Award of Garden Merit de la Royal Horticultural Society.

## Propiedades
En Morelos se le usa para tratar los cálculos biliares.

## Taxonomía
Dryopteris wallichiana fue descrita por (Spreng.) Hyl.  y publicado en Botaniska Notiser 1953(3): 352. 1953.
Etimología
Dryópteris: nombre genérico que deriva del griego dryopterís = nombre de un helecho. En Dioscórides, de helecho (gr. pterís) que nace sobre los robles (gr. drys)]
wallichiana: epíteto otorgado en honor del botánico danés Nathaniel Wallich.
Sinonimia
- Aspidium crinitum M. Martens & Galeotti
- Aspidium paleaceum Lag. ex Sw.
- Aspidium parallelogrammum Kunze
- Aspidium patentissimum Wall. ex Kunze
- Aspidium wallichianum Spreng.
- Dichasium parallelogrammum (Kunze) Fée
- Dichasium patentissimum (Wall. ex Kunze) Fée
- Dryopteris cyrtolepis Hayata
- Dryopteris doiana Tagawa
- Dryopteris doniana Ching
- Dryopteris himalaica (Ching & S.K. Wu) S.G. Lu
- Dryopteris paleacea (T. Moore) Hand.-Mazz.
- Dryopteris parallelogramma (Kunze) Alston
- Dryopteris patentissima (Wall. ex Kunze) N.C. Nair
- Dryopteris quatanensis Ching
- Dryopteris ursipes
- Lastrea paleacea (Lag. ex Sw.) T. Moore
- Lastrea parallelogramma (Kunze) Liebm.
- Lastrea patentissima (Wall. ex Kunze) J. Sm.
- Nephrodium parallelogrammum (Kunze) C. Hope
- Nephrodium patentissimum (Wall. ex Kunze) C.B. Clarke[7]

Variedades aceptadas
- Dryopteris wallichiana subsp. coriacea (Fraser-Jenk.) Fraser-Jenk.
- Dryopteris wallichiana var. kweichowicola (Ching ex P.S. Wang) S.K. Wu
- Dryopteris wallichiana subsp. madagascariensis (C. Chr.) J.P. Roux
- Dryopteris wallichiana subsp. madrasensis (Fraser-Jenk.) Fraser-Jenk.

## Galería de imágenes
|               |
| Vista general |

|        |
| Fronda |

|          |
| Circinos |

|       |
| Soros |

|               |
| En su hábitat |